# Přílepy (Zlín)
Přílepy é uma comuna checa localizada na região de Zlín, distrito de Kroměříž.